# Maria Cândea
Ne doit pas être confondu avec Maria Candea.
Pour les articles homonymes, voir Cândea.
Maria (Antoniade) Cândea, née le 2 octobre 1889 à Galați et morte le 16 avril 1974 à Bucarest) est une professeure roumaine de français, docteure en lettres, qui a fondé et été  directrice de L'école normale de filles Reine Marie de Ploiești.

## Biographie
Maria (Antoniade) Cândea est née le 2 octobre 1889 à Galați. Elle est diplômée de l'Université de la Sorbonne de Paris, docteure en lettres et a enseigné comme professeure de français.
Le 10 novembre 1918, elle a fondé l'école préparatoire des filles pour enseignantes à Gherghița,. Cette unité pédagogique est transformée en École normale de filles Reine Marie en 1919, et en 1920 l'école déménage à Ploiești également sous la direction de Maria (Antoniade) Cândea dans les locaux où elle existe encore ensuite sous le nom de Collège Pédagogique National Reine Marie.

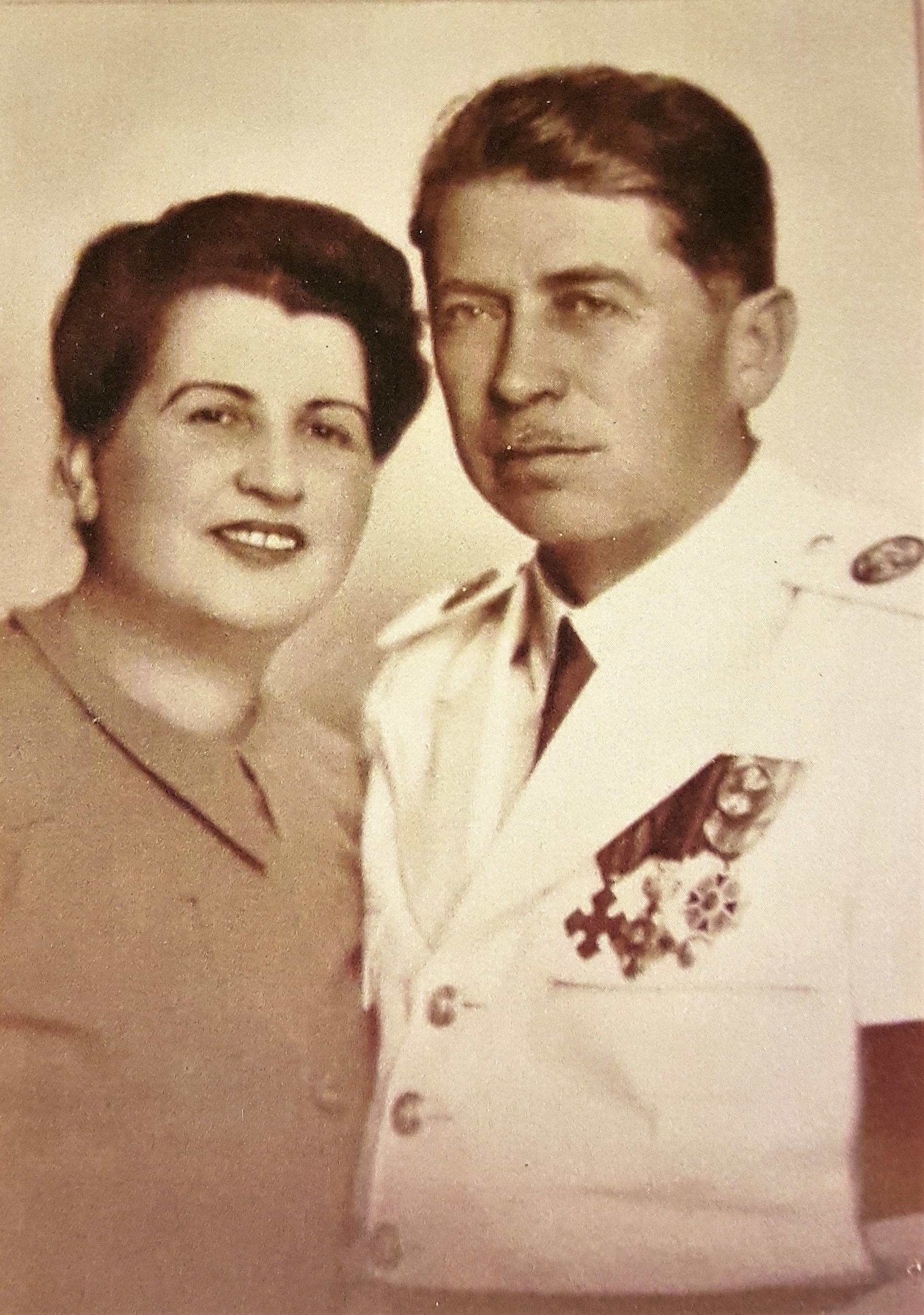
Maria (Antoniade) et Constantin Cândea.

Elle s'est mariée à Constantin Cândea (né le 15 décembre 1887, Mărgineni (Bacău), Județ de Bacău - mort le 4 mars 1971, Bucarest) professeur d'université docteur ingénieur en chimie, recteur de l'Université Politehnica Timișoara - auparavant École Polytechnique de Timișoara. 
Maria (Antoniade) Cândea reste directrice de L'école normale de filles Reine Marie jusqu'à l'automne 1930, lorsqu'elle part pour Timișoara.
Maria (Antoniade) Cândea est morte le 16 avril 1974 à Bucarest à l'âge de 84 ans. Elle est enterrée dans le Cimetière Bellu, la figure 4, à Bucarest.